# Omelan Sztefan
Omelan Sztefan, ukr. Омелян Штефан (ur. 1868, zm. 1930) – rusiński działacz oświatowy i gospodarczy, działający na Zakarpaciu, ksiądz greckokatolicki.
Zakładał czytelnie „Proswity” (w tym pierwszą na Zakarpaciu, w 1896 we wsi Skotary) oraz spółdzielcze organizacje gospodarcze (kasy kredytowe, spółdzielnie mleczarskie, handlowe i drzewne). Organizował również kursy rolnicze, służące podniesieniu kultury rolnej miejscowej ludności.
Był ojcem Augustyna Sztefana.